# Team Blender
Team Blender var ett tyskt poprockband. Gruppen debuterade med 2005 års EP In die Nacht, utgiven på Kind Records. Albumdebuten skedde med 2007 års Erstmal Für Immer, utgiven på Burning Heart Records.

## Diskografi

### Album
- 2007 - Erstmal Für Immer

### EP
- 2005 - In die Nacht